# Bence Imre
Bence Imre (født 15. oktober 2002) er en ungarsk håndboldspiller, som spiller for THW Kiel og det ungarske håndboldlandshold.
Han er søn af den olympiske fægter Géza Imre (en) og håndboldspilleren Beatrix Kökény (en).